# Magna Hungaria

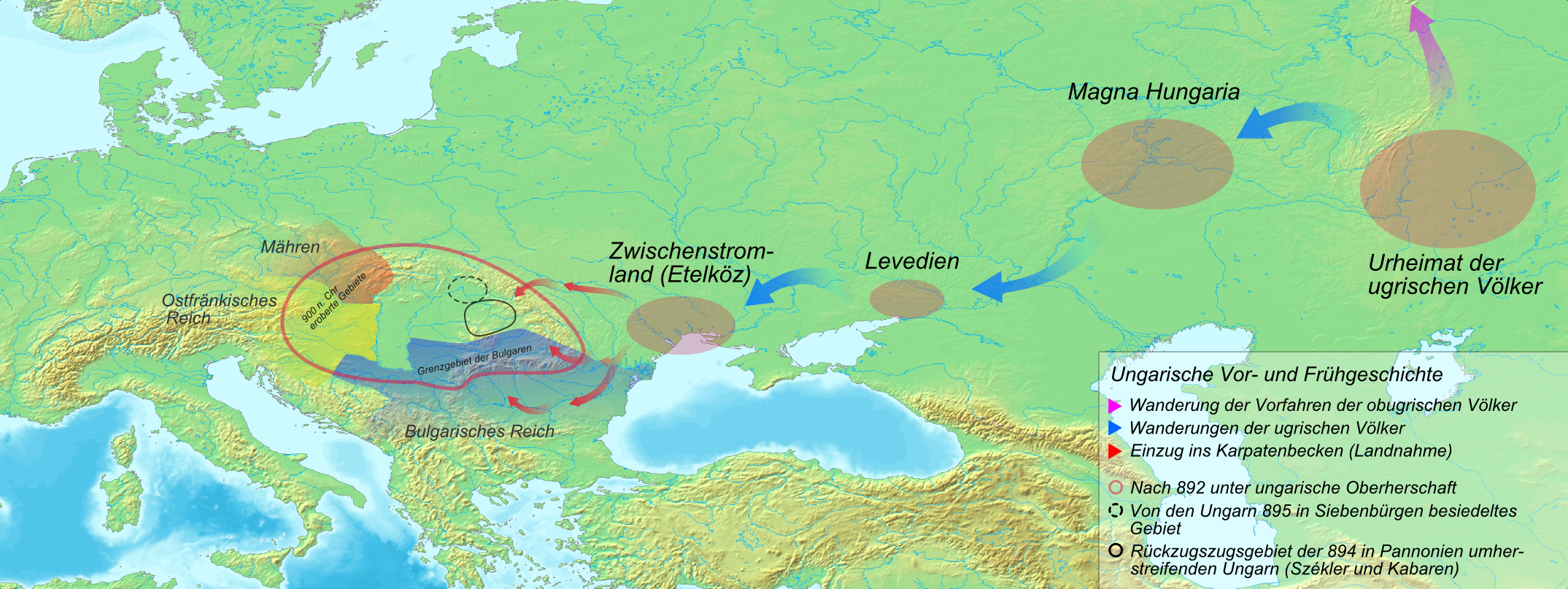
Ungarische Vor- und Frühgeschichte: ungefähre Lage von Magna Hungaria

Magna Hungaria (deutsch etwa „großes Ungarn“, „groß“ hier im Sinne von „alt“), gelegen etwa im heutigen Baschkortostan, stellt vermutlich die erste größere Zwischenstation der (Proto-)Magyaren auf ihrer Wanderung nach Europa dar. Zwischen 600 und 800 n. Chr. trennten sich die Magyaren hier: Während eine Gruppe in Magna Hungaria verblieb, verließ die andere das Gebiet und zog weiter westwärts nach Europa.

## Mission des Paters Julianus

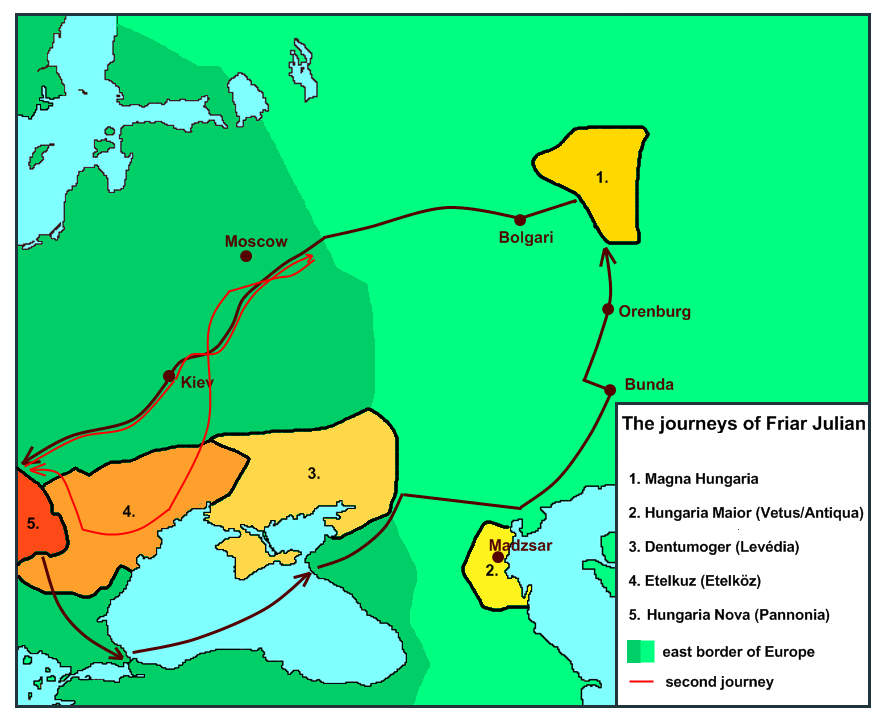
Reisen des Bruders Julianus

1235 verließ eine Gruppe ungarischer Dominikaner-Mönche Ungarn, um diejenigen Magyaren zu finden, die – den Chroniken zufolge – in der einstigen Heimat im Osten geblieben waren. Nach einer langen Reise erreichte Bruder Julianus die Hauptstadt des Reiches der Wolgabulgaren, wo ihm berichtet wurde, dass die Magyaren nur zwei Tagesreisen entfernt siedelten. Julianus konnte sie aufspüren und obwohl die Magyaren Baschkortostans über 400 Jahre getrennt von denen gelebt hatten, die in die Pannonische Tiefebene eingefallen waren und sich dort niedergelassen hatten, war Julianus in der Lage, sich mit den östlichen Magyaren zu verständigen. Julianus nannte das alte Land „Magna Hungaria“ („großes/großartiges Ungarn“). Er hörte jedoch auch Geschichten über die gefürchteten „Tataren“ (gemeint waren wohl Mongolen), die mit den östlichen Magyaren und den Wolgabulgaren verfeindet waren. 
Zwei Jahre nach der ursprünglichen Reise wollte Julianus nach Magna Hungaria zurückkehren. Auf halbem Wege erfuhr er aber, dass es in der Zwischenzeit von den Mongolen verwüstet worden war und offenbar keiner der östlichen Magyaren überlebt hatte. Er kehrte daraufhin ins Königreich Ungarn zurück, mit der Nachricht über eine nahende Bedrohung und mit einem mongolischen Ultimatum. Trotz der Vorwarnung konnte der Einfall der Mongolen in Ungarn 1241 (ung. Tatárjárás) nicht abgewehrt werden.
Ein weiteres Indiz dafür, dass Magna Hungaria mehr als nur eine Überlieferung ist, sind archäologische Funde. Man fand in der Gegend Totenmasken, die bereits von den Obugriern (Chanten und Mansen) benutzt wurden und auch in Gräbern aus Zeiten der Landnahme auf dem Gebiet des heutigen Ungarns gefunden wurden.